# Građanski
Maillots
Le Građanski Zagreb est un ancien club croate basé à Zagreb, la capitale de la Croatie. Son nom complet est le Prvi Hrvatski Građanski Športski Klub. 

## Historique
Fondé en 1911, il remporte plusieurs championnats de Yougoslavie.
Il est remplacé par le gouvernement communiste yougoslave en 1945 par le Dinamo Zagreb. La plupart de ses joueurs rejoignent alors les rangs du Dinamo, ainsi que du FK Partizan Belgrade. Son entraîneur prend alors les commandes du nouveau club croate.

## Palmarès
- Championnat de Yougoslavie (5)
  - Champion : 1923, 1926, 1928, 1937 et 1940
- Championnat de Croatie (2)
  - Champion : 1939-1940 et 1943

## Entraîneurs
- Milan Graf (1918–1919)
- Karl Heinlein (1919–1921)
- Arthur Gaskell (1921–1924)
- Richard Kohn (1924–1925)
- Imre Pozsonyi (1925–1926)
- Josef Brandstätter (1926–1929)
- Johann Strnad (1930–1931)
- Robert Haftl (1931–1932)
- György Molnár (1932–1933)
- James Donnelly (1933–1935)
- Hans "Anton" Ringer (1935–1936)
- Márton Bukovi (1936–1945)